# Thomas Meinecke

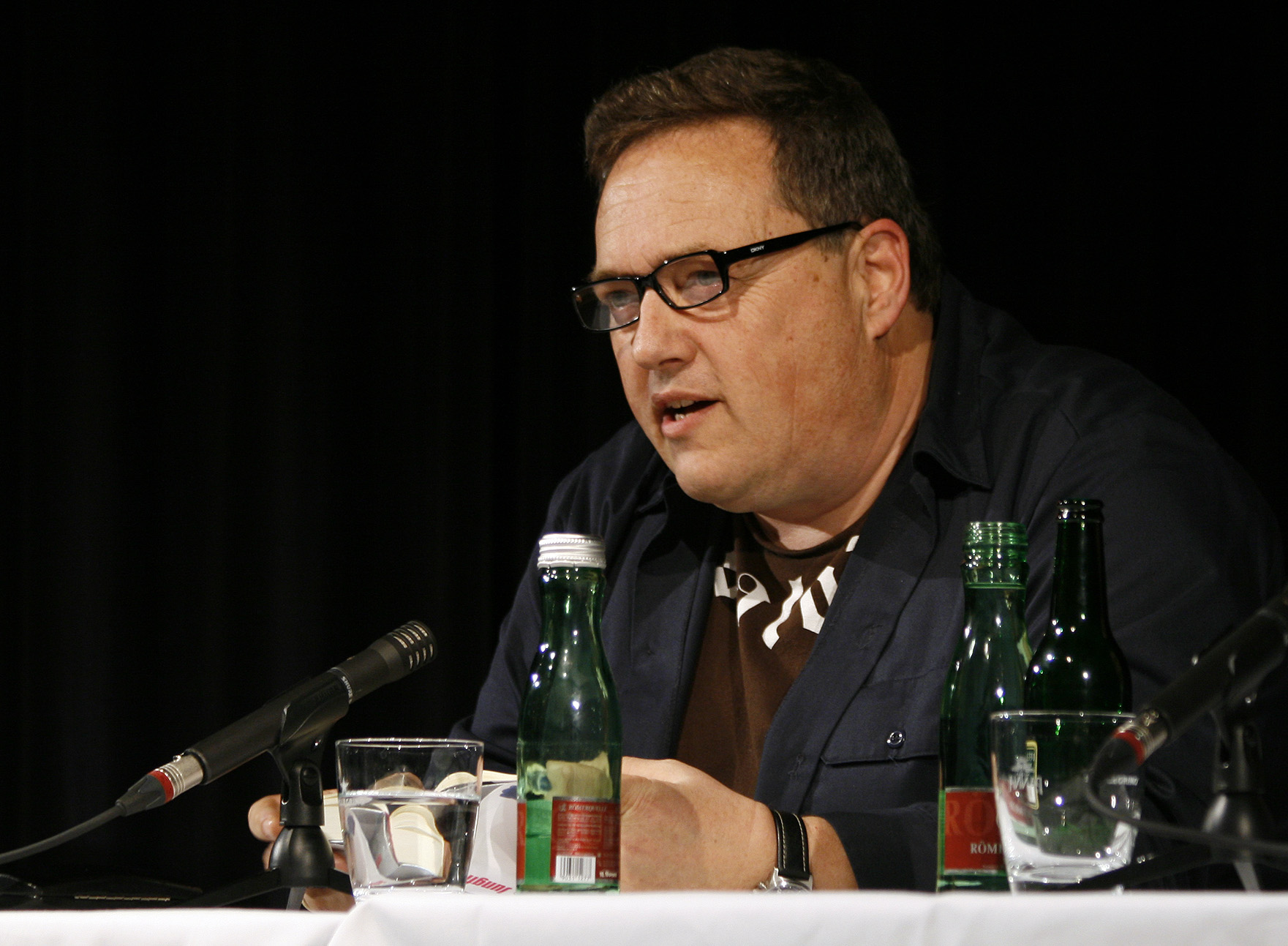
Thomas Meinecke, Lesung im Haus der Musik in Wien 2008

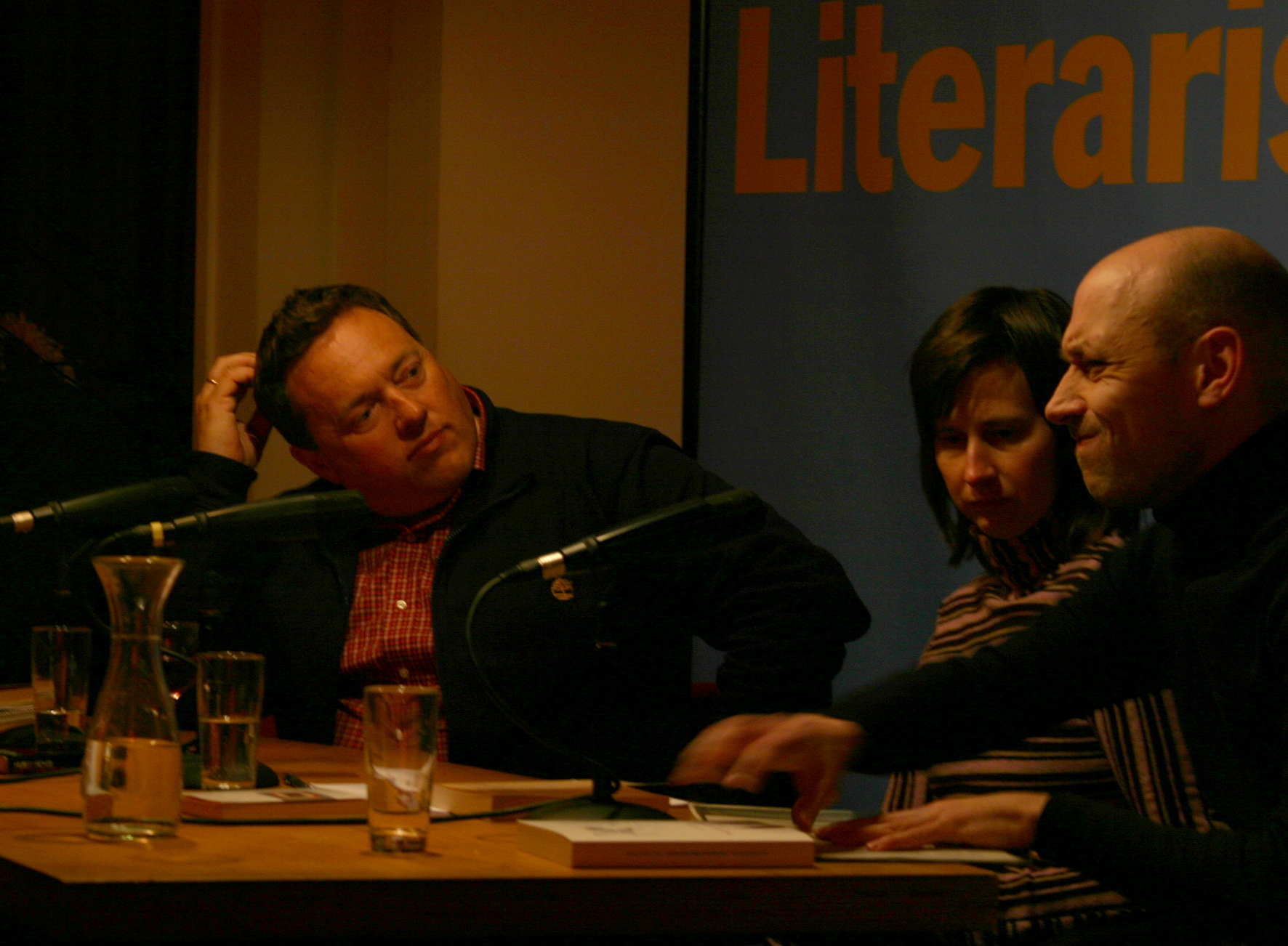
Thomas Meinecke 2006 (mit Kathrin Röggla und Klaus Sander)

Thomas Meinecke (* 25. August 1955 in Hamburg) ist ein deutscher Autor, Popliterat, Musiker und DJ.

## Leben

### Familie
Thomas Meinecke ist mit der Musikerin und bildenden Künstlerin Michaela Melián verheiratet. Sie sind die Eltern der Schauspielerin Juno Meinecke. Seit 1994 lebt das Ehepaar in Berg (bei Eurasburg) und seit den 2020ern auch in Marseille. Meinecke ist Mitglied des Deutschen Alpenvereins, Sektion Niederelbe.

### Jugend und Studium
Der in Hamburg aufgewachsene Meinecke begann 1977 ein Studium der Theaterwissenschaft, Neueren Deutschen Literatur und Kommunikationswissenschaft an der Ludwig-Maximilians-Universität München. In seiner Magisterarbeit befasste er sich 1982 mit Karl Philipp Moritz. Schon als Gymnasiast hatte sich Meinecke für Popkultur begeistert. 1978 gründete er mit Kommilitonen die Literaturzeitschrift „Mode und Verzweiflung“. 1980 entstand daraus die Band F.S.K. (Freiwillige Selbstkontrolle), die bis heute in fast gleicher Besetzung aktiv ist.

### Frühe Texte als Kolumnist
In den 1980er Jahren schrieb Meinecke zeitweilig Kolumnen für „Die Zeit“ und war kurzzeitig Redakteur zur Thematik „Popkultur“ für das Lifestylemagazin „Wiener“.

### Radio-DJ
Von 1985 bis 2021 war Thomas Meinecke Radio-DJ im Jugendmagazin Zündfunk des Bayerischen Rundfunks und moderierte den Nachtmix auf Bayern 2 in zweiwöchigem Turnus.

### Schriftstellerische Arbeiten
Seit Mitte der 1990er Jahre ist er mehrfach als postmoderner Literat hervorgetreten, der durch eine ungewöhnliche, den musikalischen Experimentierfeldern ähnliche Schreibtechnik des Sampling auffällt. Er setzt sich mit verschiedenen Themen aus den vergangenen hundert Jahren Kulturgeschichte auseinander, unter anderem mit Popkultur und -musik, der deutschen, jüdischen und afrikanischen Diaspora in den USA, und den Geschlechterrollen (Gender). Besonders zu letzterem Thema wird er häufig zu Podiumsdiskussionen geladen. Sein Roman Tomboy (1998) gehört nach einer Recherche der Times 2022 zu einer Liste von Büchern, die in mehreren britischen Universitäten mit Triggerwarnungen versehen wurden.

### Tätigkeiten am TheaterHebbel am Ufer
Seit 2008 führt Meinecke auch unter dem Titel „Plattenspieler“ im Berliner Theater Hebbel am Ufer (HAU) durch eine lose Veranstaltungsreihe, in deren Mittelpunkt eine beliebige Mischung mitgebrachter Musikaufnahmen steht. So sitzt Meinecke jeweils mit einem anderen Gast für einen Abend auf der Bühne und beide Gesprächspartner spielen sich und dem Publikum gegenseitig im Wechsel Musik aus ihren privaten Sammlungen vor.

### Auszeichnungen und Mitgliedschaften
Von April bis November 2005 war Meinecke Stipendiat des Literaturbüros Niedersachsen und verfasste dort die „Netznotizen eines Zeitgenossen“. Im Jahr 2012 hielt er die Frankfurter Poetik-Vorlesungen. 2019 wurde Meinecke die „Ricarda Huch Poetikdozentur für Gender in der literarischen Welt“ der Stadt Braunschweig, der Fakultät für Geistes- und Erziehungswissenschaften der TU Braunschweig, des Braunschweiger Zentrums für Gender Studies sowie des Instituts für Braunschweigische Regionalgeschichte der TU Braunschweig verliehen. Im Anschluss gab es mehrere Gespräche – „Ensembles“ (Meinecke) – mit den Braunschweiger Jurymitgliedern. Aus den Gesprächsprotokollen entstand gemeinsam mit Carolin Bohn, Regina Toepfer und Bettina Wahrig der Band Ozeanisch schreiben. Drei Ensembles zu einer Poetik des Nicht-Binären (2022). Daraus las Meinecke sein Gespräch mit Carolin Bohn als Antrittsvorlesung als Gastprofessor für deutschsprachige Poetik an der Freien Universität Berlin mit dem Titel „Für eine Poetik des Nicht-Binären“. Die Gastprofessor wurde ihm bereits 2020 mit dem Berliner Literaturpreis zuerkannt, coronabedingt konnte Meinecke die Gastvorlesung erst im Juni 2022 halten.
Er war Mitglied des PEN-Zentrums Deutschland.

## Werke
Seine Bücher erscheinen, wenn nicht anders angegeben, bei Suhrkamp, Berlin.

### Romane
- Holz. Erzählung. 1988. ISBN 3-518-39513-0.
- The Church of John F. Kennedy. Roman. 1996. ISBN 3-518-11997-4.
- Tomboy. Roman. 1998. ISBN 3-518-40995-6.
- Hellblau. Roman. 2001. ISBN 3-518-41266-3.
- Musik. Roman. 2004. ISBN 3-518-41638-3.
- Jungfrau. Roman. 2008. ISBN 978-3-518-42031-7.
- Lookalikes. Roman. 2011. ISBN 978-3-518-42245-8.
- Selbst. Roman. 2016. ISBN 978-3-518-42548-0.
- Odenwald. Roman. 2024. ISBN 978-3-518-43191-7.

### Prosasammlungen
- Mit der Kirche ums Dorf. Kurzgeschichten. 1986. ISBN 3-518-37854-6.
- Mode & Verzweiflung. 1998. ISBN 3-518-39321-9.
- Feldforschung. Erzählungen. 2006. ISBN 3-518-12474-9.
- Meinecke hört. SuKuLTuR Verlag, Berlin 2007 (= Schöner Lesen, Nr. 68.) ISBN 978-3-937737-80-5.
- Analog. Verbrecher Verlag 2013. ISBN 978-3-943167-43-6.

### Theoretisches
- Queer Music. – In: Bella triste. Nr. 5, 2003.
- Ich als Text. Frankfurter Poetikvorlesungen. 2012. ISBN 3-518-12651-2.
- Ozeanisch schreiben. Drei Ensembles zu einer Poetik des Nicht-Binären (mit Carolin Bohn, Regina Toepfer und Bettina Wahrig). Verbrecher Verlag, Berlin 2022. ISBN 978-3-95732-520-4

### Songtext-Sammlung
- Lob der Kybernetik – Songtexte 1980–2007. 2007. ISBN 978-3-518-12499-4.

### Hörspiele
Gemeinschaftsarbeiten mit dem Klangkünstler und Komponisten David Moufang (Move D), mit Moufangs Kompositionen und seinem Audio Mastering, zu den Texten von Thomas Meinecke, die von Meinecke auch selbst als Hörspielsprecher eingelesen sind. Die Hörstücke sind als Auftragsarbeiten für den Sender Bayerischer Rundfunk, Hörspiel und Medienkunst entstanden und auch bei Intermedium Records auf CD erschienen.
- 1998  Tomboy. Thomas Meinecke Text und Sprecher & David Moufang Komposition und Mastering–(Audio). BR Hörspiel und Medienkunst. Als CD veröffentlicht auf Intermedium Records
- 1999  Freud’s Baby, Thomas Meinecke, Zitate Textabschnitte aus Sigmund Freuds Wissenschaftlichem Briefwechsel und Hörspielsprecher dieser Textpassagen & David Moufang Komposition, Arrangement, Regie und Mastering–(Audio). BR Hörspiel und Medienkunst. Als CD veröffentlicht auf Intermedium Records
- 2002 Konvent. Thomas Meinecke/Michaela Melián/David Moufang Komposition und Mastering (Audio): BR Hörspiel und Medienkunst / ZKM Karlsruhe / intermedium 2. Konvent – 29. Juni 2012
- 2004 Flugbegleiter. Thomas Meinecke Text und Sprecher & David Moufang Komposition und Mastering (Audio). BR Hörspiel und Medienkunst. Als CD veröffentlicht auf Intermedium Records
- 2007  Translations/Übersetzungen. Thomas Meinecke Text und Sprecher & David Moufang Komposition und Mastering (Audio). BR Hörspiel und Medienkunst. Als CD veröffentlicht auf Intermedium Records
- 2009  Work. Thomas Meinecke Text und Sprecher & David Moufang Komposition und Mastering (Audio)r. BR Hörspiel und Medienkunst. Als CD veröffentlicht auf Intermedium Records
- 2011 Lookalikes. Thomas Meinecke Text und Sprecher & David Moufang Komposition und Mastering (Audio). BR Hörspiel und Medienkunst. Als CD veröffentlicht auf Intermedium Records
- 2015 On the map. Thomas Meinecke Text und Sprecher & David Moufang Komposition und Mastering (Audio). BR Hörspiel und Medienkunst. Ursendung am 12. Juni 2015 auf Bayern 2[10]

### Anthologien
- Frank Witzel, Klaus Walter, Thomas Meinecke: Plattenspieler. Hamburg: Edition Nautilus 2005. ISBN 3-89401-451-2.
- Frank Witzel, Klaus Walter, Thomas Meinecke: Die Bundesrepublik Deutschland. Hamburg: Edition Nautilus 2009. ISBN 978-3-89401-600-5.

## Auszeichnungen
- 1997: Förderpreis zum Heimito von Doderer-Literaturpreis
- 1997: Rheingau Literatur Preis
- 1998: Kranichsteiner Literaturpreis
- 2003: Düsseldorfer Literaturpreis
- 2004: Tukan-Preis der Stadt München
- 2008: Karl-Sczuka-Preis gemeinsam mit David Moufang, Alias Move D, SAE Audio Engineer, Komponist und Klangkünstler.
- 2020: Berliner Literaturpreis[11]

## Ausstellungen
- 2012: Jukebox. Fenster zur Stadt im Restaurant Margarete, Veranstaltungsraum des Börsenverein des Deutschen Buchhandels, Frankfurt am Main, Braubachstr. 18–22.[12]
- 2014: Reisen-Fotos von unterwegs. Literaturmuseum der Moderne, Marbach am Neckar[13]